# ムーヴメント (アルバム)
| 専門評論家によるレビュー | 専門評論家によるレビュー |
| レビュー・スコア         | レビュー・スコア         |
| 出典                     | 評価                     |
| ------------------------ | ------------------------ |
| Allmusic                 | [ 1 ]                    |
| Robert Christgau         | B+                       |
| Pitchfork Media          | (9.3/10)                 |
| Sputnikmusic             | [ 4 ]                    |
| Tiny Mix Tapes           | [ 5 ]                    |

『ムーヴメント』（Movement)はイギリスのバンドニュー・オーダーが1981年に発表したアルバムである。

## 概要
前身バンドジョイ・ディヴィジョンからニュー・オーダーになってから初のアルバムである。全英アルバムチャート30位を記録。
ファクトリー・レコードのカタログ番号はFACT 50。
2008年に、アルバム未収録のシングル曲・カップリング曲のボーナストラックを加えたCDが発表された。

## 収録曲

### オリジナルLP（1981年）
1. ドリーム・ネヴァー・エンド - Dreams Never End - 3:13
2. トゥルース - Truth - 3:47
3. センシズ - Senses - 4:45
4. チューズン・タイム - Chosen Time - 4:07
5. ICB - ICB - 5:25
6. ザ・ヒム - The Him - 5:29
7. ダウツ・イーヴン・ヒア - Doubts Even Here - 4:16
8. ディナイアル - Denial - 4:20

- 「ドリーム・ネヴァー・エンド」「ダウツ・イーヴン・ヒア」はピーター・フックがヴォーカルを担当。

### CD（2008年）
DISC1
1. ドリーム・ネヴァー・エンド - Dreams Never End - 3:13
2. トゥルース - Truth - 4:37
3. センシズ - Senses - 4:45
4. チューズン・タイム - Chosen Time - 4:07
5. ICB - ICB - 4:33
6. ザ・ヒム - The Him - 5:29
7. ダウツ・イーヴン・ヒア - Doubts Even Here - 4:16
8. ディナイアル - Denial - 4:20

DISC2
1. セレモニー - Ceremony(1stシングルc/w) - 4:23
2. テンプテーション - Temptation (4thシングル7"ver) - 5:26
3. イン・ア・ロンリー・プレイス - In a Lonely Place (1stシングルc/w) - 6:16
4. エヴリシングス・ゴーン・グリーン - Everything's Gone Green(3rdシングル) - 5:30
5. プロセッション - Procession (2ndシングル) - 4:27
6. クライズ・アンド・ウィスパース - Cries and Whispers(3rdシングルc/w) - 3:25
7. ハート - Hurt - (4thシングルc/w) - 8:13
8. メッシュ - Mesh - (3rdシングルc/w) - 3:02
9. セレモニー - Ceremony (1stシングル7"別バージョン) - 4:39
10. テンプテーション - Temptation (4thシングル12"ver) - 8:47

## チャート
| チャート（1981年）               | 最高順位 |
| -------------------------------- | -------- |
| イギリス（全英アルバムチャート） | 30       |